# Cattedrale di San Giuliano (Le Mans)
La cattedrale di San Giuliano di Le Mans (in francese cathédrale Saint-Julien du Mans) è un edificio religioso della città di Le Mans. Essa è il simbolo della diocesi di Le Mans ed è uno dei più grandi edifici dell'epoca dello stile gotico-romanico di Francia. È dedicata a san Giuliano, primo vescovo di Le Mans.
Essa è spesso paragonata alla cattedrale di Reims od a quella di Chartres. Meno nota, quella di Le Mans ha subito numerose ricostruzioni dalla sua fondazione. Iniziata dal vescovo Vulgrin, nel 1060, fu completata, nella sua forma attuale, verso il 1430. In effetti, tuttavia, essa non fu mai completamente terminata: avrebbe dovuto essere ancora ampliata verso il 1500, ma la carenza di fondi fece sì che le autorità religiose dell'epoca vi rinunciassero.
Attaccata dall'inquinamento atmosferico nel corso degli anni, soggetta a naturale invecchiamento, la cattedrale di San Giuliano è un cantiere quasi permanente di restaurazione. Essa ospita le tombe di san Giuliano di Le Mans e di Carlo IV d'Angiò. Posta sulla collinetta della vecchia Le Mans, possiede una torre alta 64 m, il che la rende l'edificio più alto di tutta la zona. Essa offre una vista panoramica eccezionale sull'insieme del Pays du Mans. Nel 2009 sulla torre venne ripristinata la sua cuspide, il che ne aumenta ancora di qualche metro l'altezza.
Con i suoi 283 613 visitatori, la cattedrale di San Giuliano è stato il monumento più visitato dei Paesi della Loira nel 2009.

## Storia

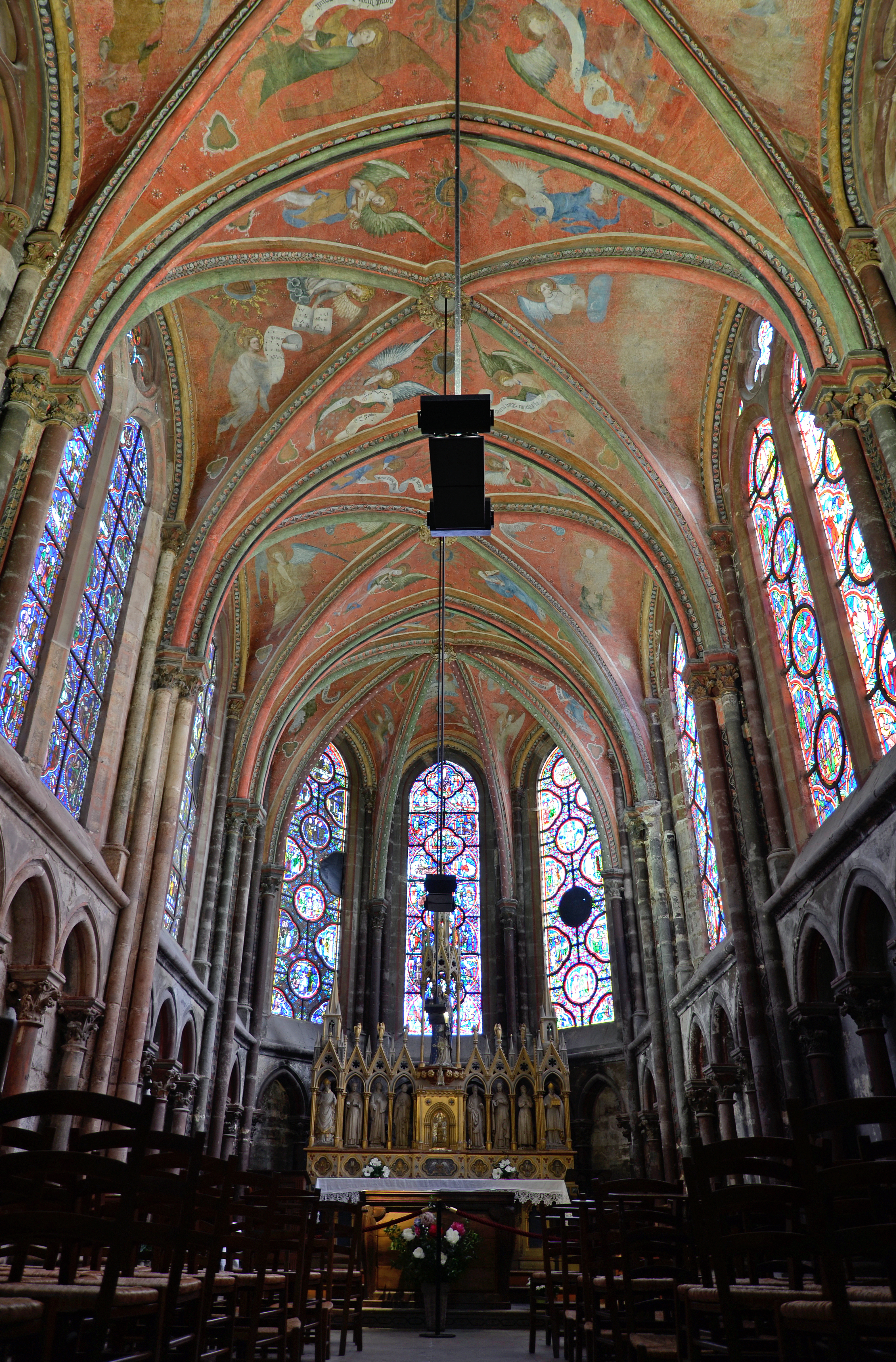
Cappella della Vergine, con affreschi del Quattrocento.

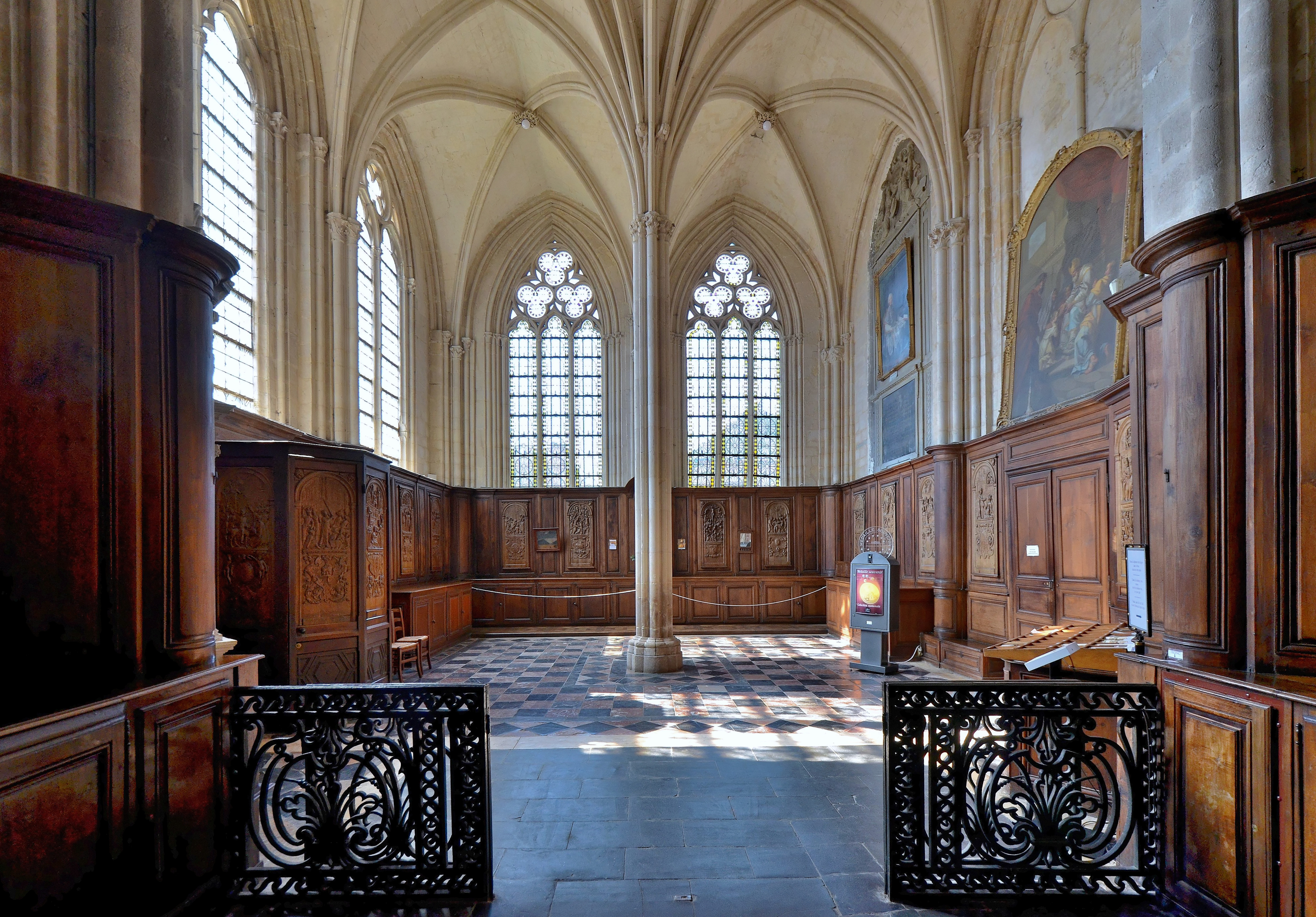
Sagrestia, con pannelli intarsiati del Cinquecento.

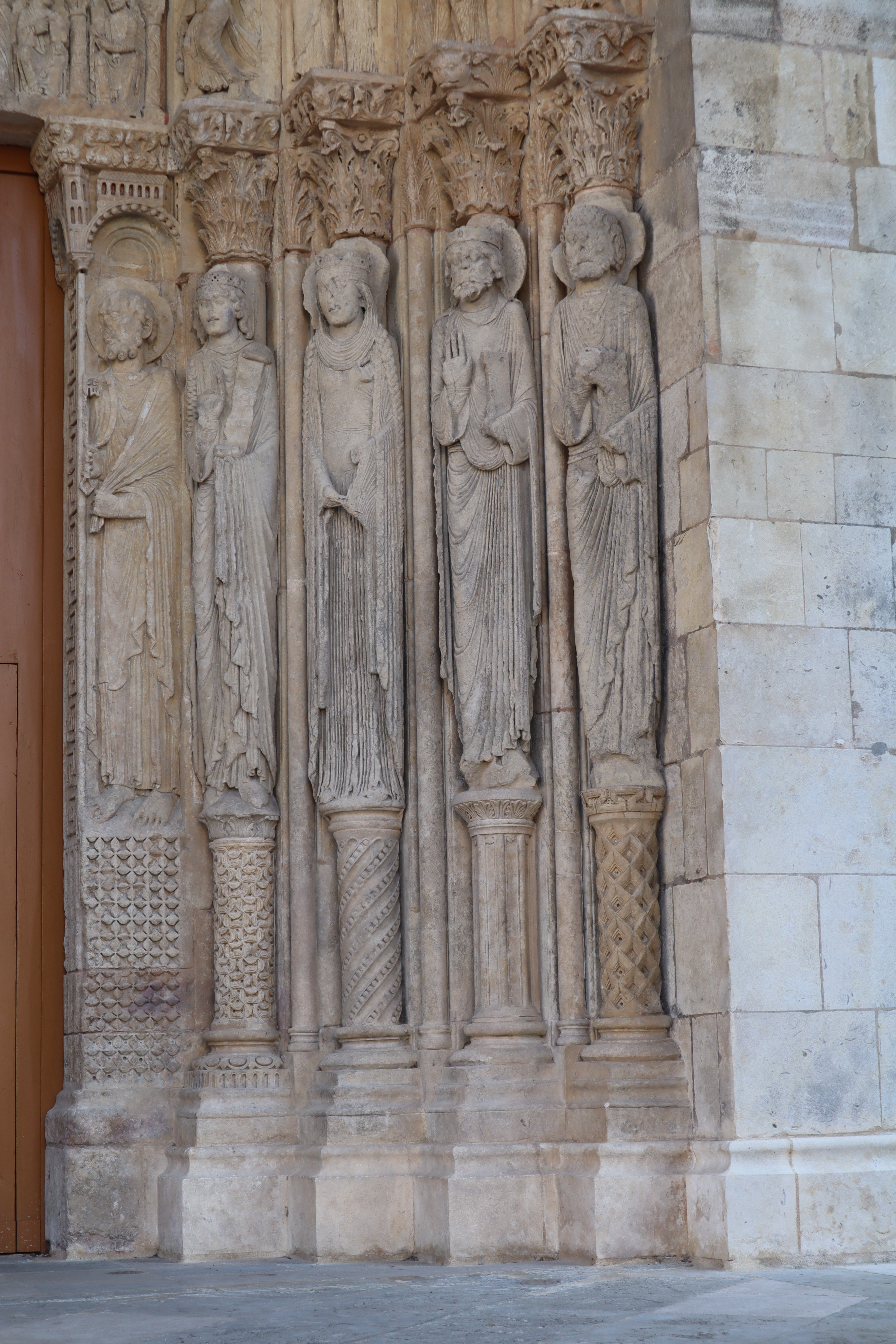
Portale sud, statue-colonne, 1150 circa.

### Prima costruzione
La fondazione della cattedrale risale al IV o V secolo. Le prime tracce storiche sono quelle del vescovo Vulgrin nel 1056. Egli scelse personalmente il luogo dell'edificio, all'estremità opposta del muro di cinta settentrionale della città, scelta che non si rivelerà la migliore per l'ampliamento futuro della cattedrale. Dieci anni dopo la sua prima costruzione, l'edificio crollò. I successori di Vulgrin decisero di proseguirne l'opera. Il vescovo Arnaud, in carica dal 1067, ne riprese la costruzione. Nel 1081, il coro e la cripta erano terminati, così come le fondamenta del transetto e del suo intorno. Di questa ricostruzione rimane oggi solo qualche frammento dell'arco del transetto a settentrione. Nel 1085 il vescovo Hoël decise di proseguire i lavori e, ammiratore dei lavori normanni, fece appello ai lavoratori di questa regione per procedere nella costruzione. I contorni e la parte bassa della navata furono eseguiti in questo stile. Durante questo lungo periodo di costruzione, ai pellegrini fu impossibile accostarsi alle reliquie e alla tomba di san Giuliano.
L'economia locale ne risentì talmente, che gli abitanti costrinsero l'architetto ad aprire l'edificio ai visitatori, il che avvenne il 17 ottobre 1093, quando anche la parte terminata della cattedrale venne mostrata al pubblico.

### Fra ampliamenti e ricostruzioni
Passarono tre anni prima che il nuovo vescovo, Hildebert de Lavardin, riprendesse la direzione dei lavori, che di fatto era stata affidata ad un certo Giovanni, monaco di Vendôme. La cattedrale fu considerata completamente finita nel 1120. La dedicazione fu celebrata dal vescovo Hildebert e le autorità dell'epoca rimasero impressionate dai risultati.
In verità, la cattedrale di allora assomigliava poco a quella attuale. Grande per quei tempi, essa era paragonabile ad una grande chiesa di oggi. Nel 1134 una violenta tempesta si abbatté sulla città di Le Mans. Tutte le case site sulla "collina Plantageneto" furono distrutte da un incendio (i tetti a quei tempi erano in stoppie e paglia e furono incendiati dai fulmini). La cattedrale non ne scampò. Le parti più danneggiate furono tosto riparate, ma quattro anni dopo un incendiò colpì nuovamente la città e la cattedrale. Sia la navata centrale sia la torre furono rifatte: la prima divenne un edificio superbo: 55 metri di lunghezza per 23 di larghezza, in puro stile romanico.
Furono provate nuove tecniche di fondazione per ricostruire le volte e si adottò la crociera di ogiva. I pilastri furono ristrutturati e furono inserite finestre più alte e più larghe. Un grande portale venne aperto sulla via principale della città: posto sul fianco sud della navata, da allora non è stato più rimosso. Il nuovo vescovo, Guillaume de Passavant, inaugurò e dedicò la nuova cattedrale il 18 aprile 1158. I lavori ripresero nel 1220. Il vecchio coro pareva troppo buio e troppo stretto al vescovo di allora e ne venne intrapresa la nuova costruzione: il risultato, a quel che si disse, fu «grande e magnifico». In questa ottica, dal 1217, il tratto meridionale del muro di cinta della città fu distrutto e ricostruito con materiali diversi dai precedenti, utilizzati dai primi re Plantageneti. Senza questa iniziativa, la città plantageneta avrebbe potuto essere ancor oggi totalmente circondata da mura gallo-romane. La cattedrale riunisce in sé due degli stili maggiori nello stesso edificio: quello romanico (navata) e quello nuovo, il gotico (il nuovo coro). Le vetrate sono ancor oggi il simbolo di questa "fusione di stili".

### La forma finale

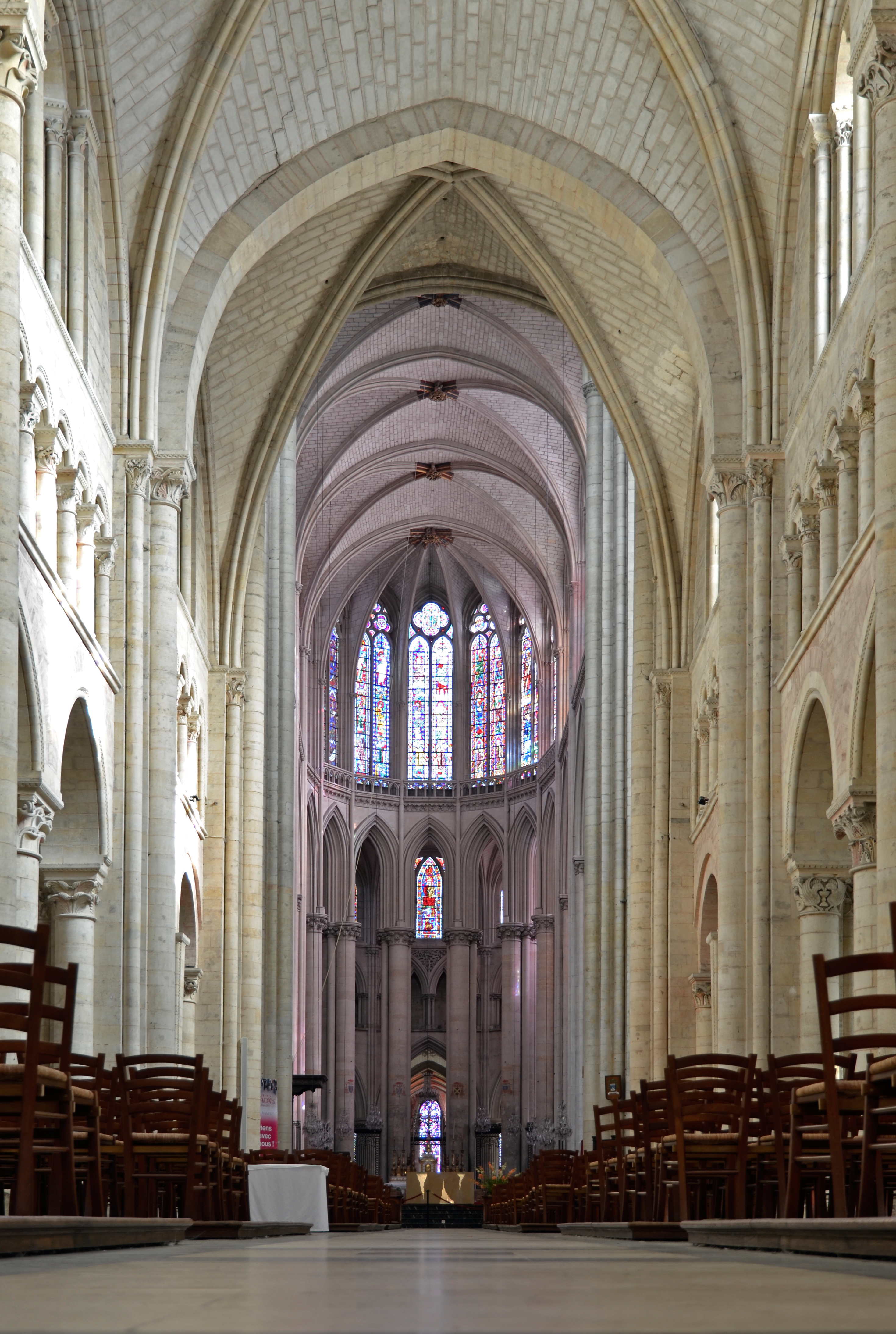
La navata romanica e il coro gotico.

Le tracce della storia della ricostruzione si perdettero allora. Le dimensioni del cantiere erano gigantesche. Fu una vera e propria trasformazione. Solo tre nomi di architetti sono presenti nei registri degli archivi della città, ma ve ne furono certamente molti di più. Il nuovo coro fu terminato nel 1254. Esso sovrasta di 10 metri il resto della chiesa. Dopo cento anni di tranquillità, riprese la ricostruzione. Venne edificata una sacrestia che comunicava a sud con il deambulatorio che era servito per la costruzione del coro: l'edificio ne guadagnò ancora in grandezza.
I canonici videro in seguito che la costruzione "a due velocità" dell'edificio lo aveva reso piuttosto sporco. L'incontro dei due stili fra le parti ristrutturate e non ridusse lo splendore dell'edificio. Il transetto e la navata dovevano allora essere alzati di 10 metri per porsi al medesimo livello di altezza del coro. I lavori furono iniziati nel 1385 dall'architetto Jehan le Mazçon.
Il transetto sud fu terminato verso il 1392 e fu in questa data che Carlo V di Francia giunse a Le Mans. Una sala per archivi nacque al di sopra del portale della navata. Nel 1403 iniziarono i lavori del transetto nord. Era un periodo nero per tutto il nord della Francia e la guerra dei cent'anni causò la sospensione dei lavori. Nel 1419 la cattedrale minacciava di crollare. Fortunatamente le fondamenta erano da tempo consolidate ed il transetto nord fu completato verso il 1430 e fu in tale data che la cattedrale assunse l'aspetto che ha oggi. Dalla fine della guerra dei cent'anni furono elaborati numerosi progetti per ampliare una costruzione già di per sé impressionante per dimensioni, in particolare l'elevazione della navata. Ma le casse erano vuote e gli ampliamenti non ebbero luogo.
Nel corso dei secoli la cattedrale subì numerosi restauri. Nel XX secolo, nel corso delle due guerre mondiali, la cattedrale, a differenza dei ponti della città, non subì danni dai bombardamenti. L'inquinamento atmosferico ha conferito alla cattedrale un aspetto tetro a partire dagli anni settanta.

## Interno

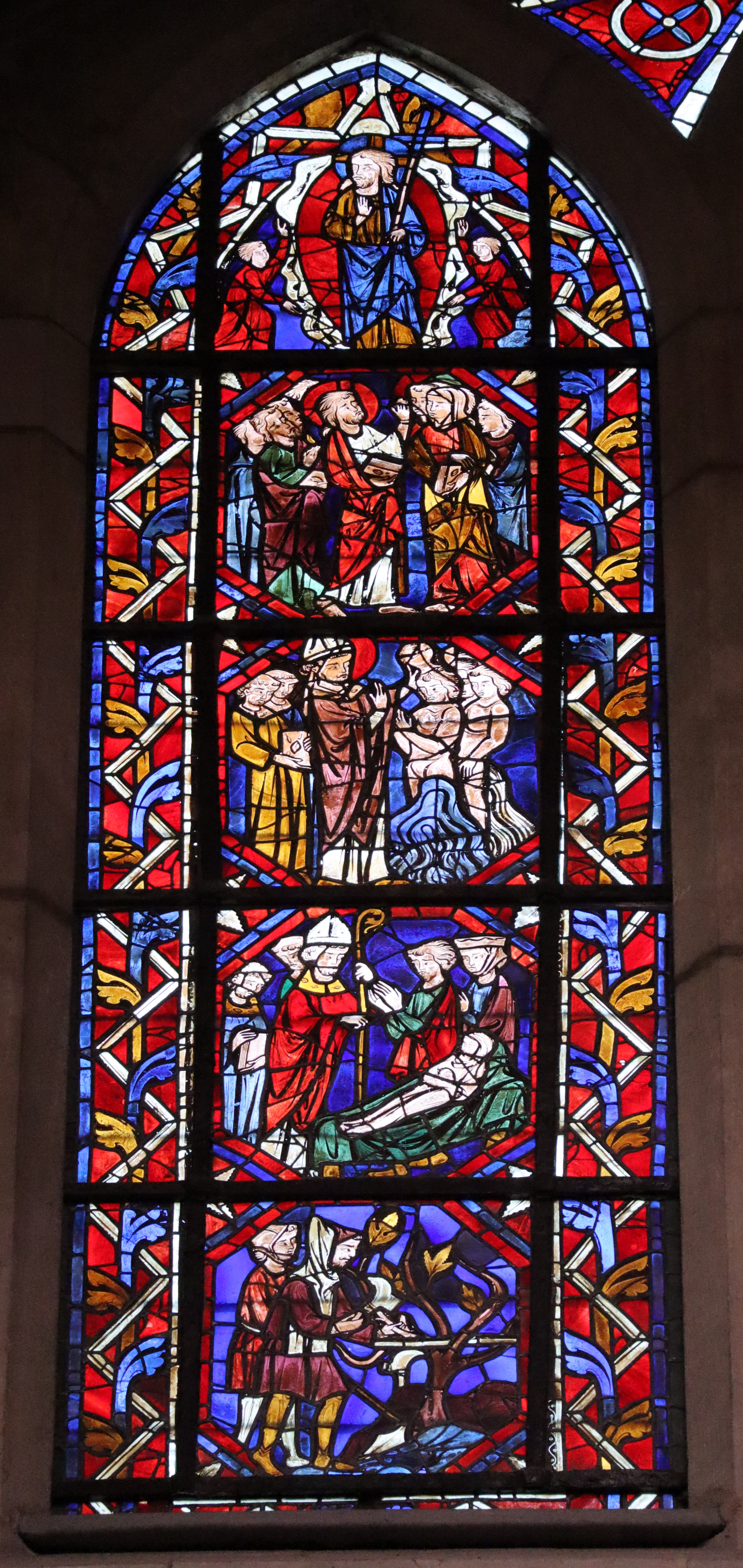
Vetrata gotica del 1254

### Vetrate
La cattedrale possiede un gran numero di vetrate antiche e si vanta di poter presentare un panorama dell'arte della vetreria dal XII secolo al Novecento. Conserva ancora una buona parte delle sue vetrate medievali. Una ventina di vetrate sono di epoca e stile romanico, risalenti alla metà del XII secolo. Tra queste quella raffigurante L'Ascensione di Cristo è la più antica vetrata ancora in loco in Europa : risale al 1120 circa. Si distingue dal movimento ascensionale dei gesti e dei panneggi e per la vicacità dei colori. 
Più numerose sono le vetrate gotiche, soprattutto nelle parti alte del coro e nella cappella della Vergine. Tra il 1230 e il 1270 vengono create nuove vetrate, finanziate dalle comunità più facoltose della città: nelle scene religiose si intravedono anche fornai, commercianti di stoffe e viticoltori rappresentati mentre svolgono la loro attività.
La grande rosa del transetto settentrionale fu creata durante il Quattrocento, in piena Guerra dei cent'anni e raffigura il Credo. 
All'inizio del Settecento, i vetrai della città realizzano per la sagrestia delle vetrate in vetro incolore secondo la moda dell'epoca, ma con una grande capacità tecnica. Nell'Ottocento molte vetrate antiche vengono restaurate, mentre nel XX secolo nuove vetrate vengono realizzate per la cattedrale da atelier locali a partire dagli anni 1920, come il ciclo della Vita di Giovanna d'Arco.

### Sculture e monumenti funerari

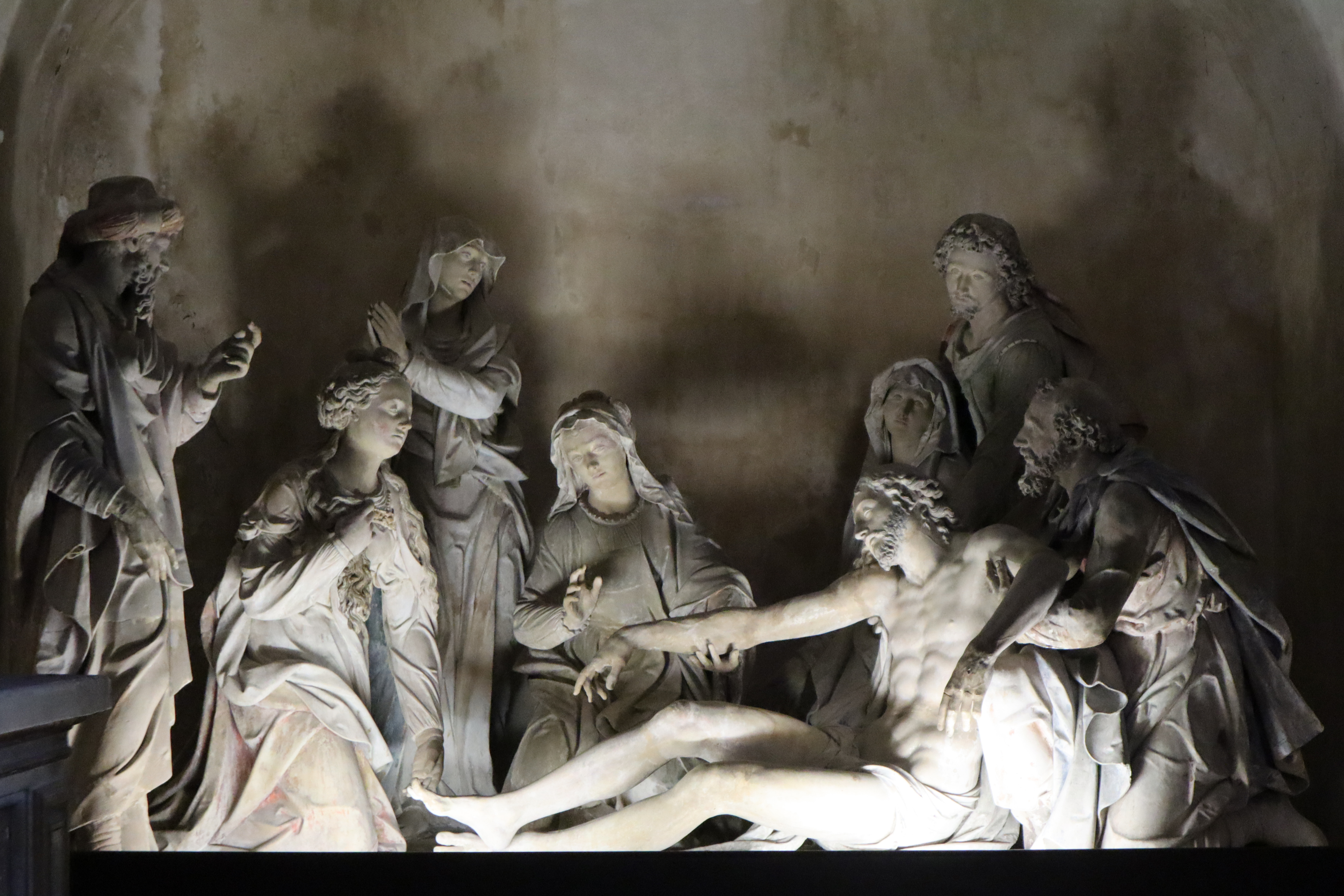
La Sepoltura di Cristo (1621), in terracotta, di Gervais Delabarre

Nella cattedrale si possono ammirare varie opere scultoree in terracotta risalenti alla fine del Cinquecento e alla prima metà del Seicento. Si tratta di una produzione tipica di Le Mans a quell'epoca: in città operavano molte botteghe specializzate nella lavorazione della terracotta. Due gruppi scultorei raffiguranti la Sepoltura di Cristo, ognuno composto da più personaggi, sono presenti nelle cappelle del santuario: il più grande è del 1621 e attribuito a Gervais Delabarre. Altre statue si osservano sui vari altari barocchi che adornano l'edificio. Infine, varie sculture di Charles Hoyau (attivo tra il 1627 e il 1644), il più famoso dei scultori di terracotta di Le Mans, sono esposte nella cattedrale: tra esse, una Santa Cecilia, una Santa Margherita e una Madonna col bambino, tutte recentemente restaurate.
Altro monumento importante presente in una delle cappelle laterali, è la tomba rinascimentale di Carlo IV d'Angiò, conte del Maine e di Guisa, morto del 1472. Risalente al 1480 circa, è attribuita allo scultore dalmata Francesco Laurana, che lavorò per un periodo per gli Angiò. Un'altra tomba del Rinascimento è quella di Guillaume de Langey du Bellay, risalente al 1557, attribuita a Pierre Bontemps.

### Cappella della Vergine
La cappella della Vergine è la principale cappella radiante dell'abside della cattedrale, si tratta di un'aggiunta costruita nel Trecento. Nel 1842, è stato scoperto sulla volta ogivale della cappella un ciclo di affreschi che rappresenta quarantasette Angeli musicanti. Realizzato alla fine del Trecento o all'inizio del Quattrocento da un pittore della cerchia reale, si tratta di uno dei più importanti cicli di pittura medievale conservati in Francia.

### Organo

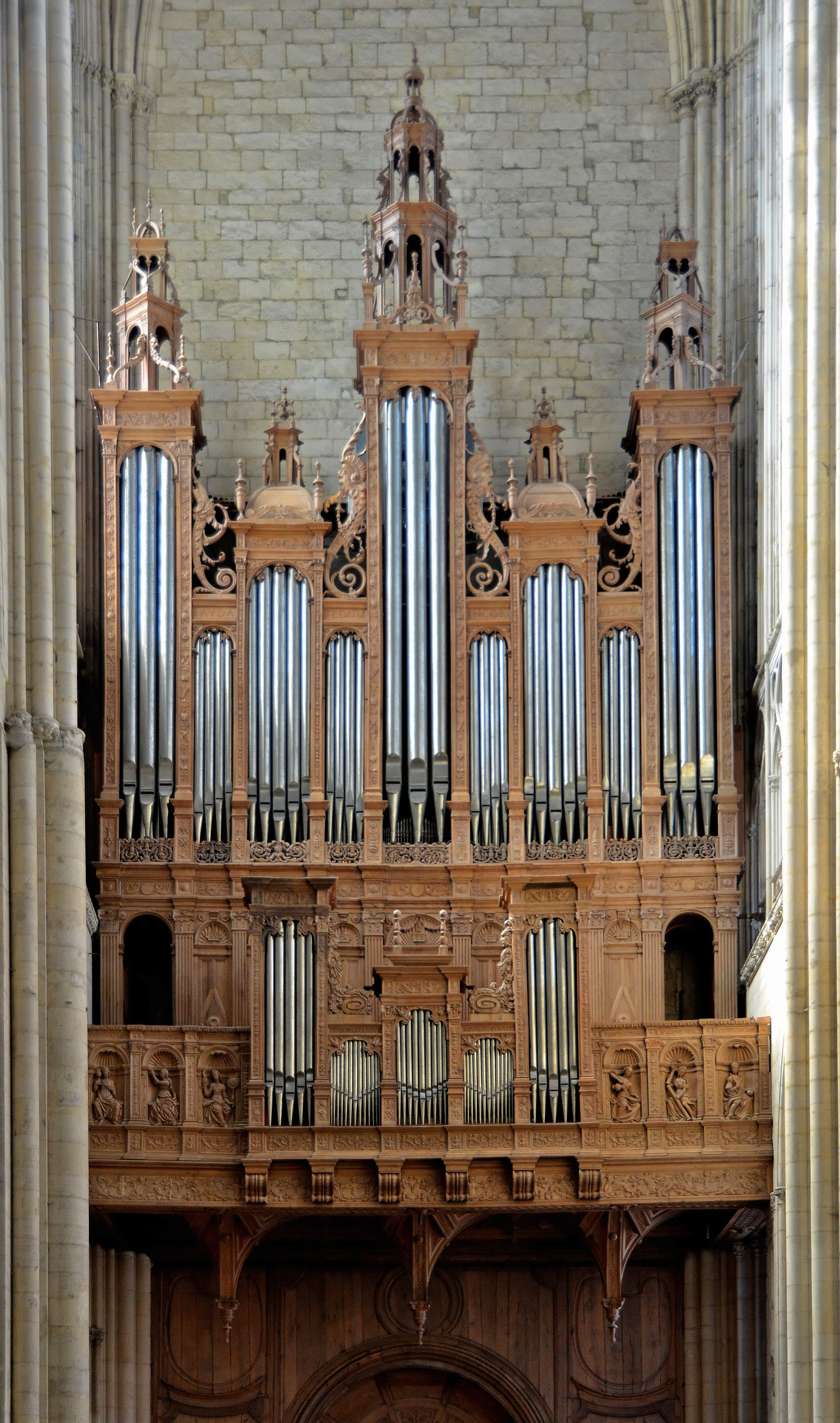
Il grande organo del Cinquecento.

Il grande organo della cattedrale di Le Mans è uno dei più importanti e meglio conservati del Rinascimento in Francia.
Installato al fondo della crociera meridionale del transetto fu realizzato, fra il 1529 ed il 1535, dal fabbricante Pierre Bert in una cassa d'organo in stile rinascimentale concepita e intagliata secondo le direttive di Symon Hayeneufve.
Nel 1634 i fratelli Jean e François de Héman restaurarono l'organo che allora aveva 42 registri.
Nel 1848 la parte del recitativo fu ingrandita e quella della pedaliera rinforzata dai fratelli Claude che portarono il numero dei registri a 46.
Nel 1913 il numero dei registri fu aumentato a 52. Louis Vierne inaugurò lo strumento così trasformato.
Nel 1954 la parte strumentale dell'organo fu classificata tra i Monumenti Storici.
Dal 1959 al 1963 Pierre Chéron iniziò un restauro fu portato a termine da Joseph Beuchet per la parte meccanica e la ditta Danion-Gonzalez per la parte sonora neoclassica. Lo strumento fu inaugurato da Gaston Litaize nel 1974.

### La sagrestia
La sagrestia è di stile gotico, vi si accede da una porta marmorea barocca del Seicento. Lungo le pareti della sagrestia, sono stati rimontati i pannelli lignei degli stalli, con rilievi scolpiti, risalenti al Cinquecento. In essa si conservano inoltre i ritratti di vari vescovi di Le Mans, risalenti al Seicento et al Settecento. Vi si trova anche un altare barocco del Seicento in pietra e marmi misti con una vasca marmorea che fungeva da piscina. Le vetrate trasparenti sono state realizzate nel Settecento.

### Arazzi
La cattedrale possiede un'eccezionale collezione di arazzi antichi, francesi e fiamminghi. Restaurati ma molto sensibili alla luce e alle condizioni climatiche, sono raramente esposti. I più preziosi sono quelli del ciclo della Vita di San Gervasio e Protasio, creati negli anni 1510 da Gautier de Campes, un artista fiammingo stabilitosi a Parigi. Composto da cinque arazzi, il ciclo raffigura diciassette scene (sulle venti originarie) per una lunghezza totale di trenta metri. Altri arazzi di inizio Cinquecento rappresentano la Vita di San Giuliano e sono di origine fiamminga o parigina (sette pezzi conservati su dodici originari, certi frammentari). Infine, la cattedrale conserva un ciclo di arazzi della manifattura di Aubusson, risalenti al Seicento.

## Progetti ed architetture
L'architettura della cattedrale è complessa. Essa è romanica pour nella navata e gotica nel coro e nel transetto.
Nell'intaglio delle pietre vi sono chiare rappresentazioni di singoli artigiani, quasi delle firme o delle manifestazioni di dissenso. Gli artigiani che lavoravano al progetto ricevevano paghe molto basse, ma erano alloggiati e nutriti dall'organizzazione ecclesiastica. Quando era delusi dai loro regolamenti o si auguravano una ribellione, essi creavano piccoli personaggi nella pietra. Ed esempio, si vedono scolpiti uccelli, simboli di libertà desiderata. Elementi decorativi, essi mostrano la contestazione di molti lavoratori espressa in forme artistiche. I rilievi scolpiti sulla navata, come sul portale, sono ancor oggi testimoni di quest'epoca di costruzione.

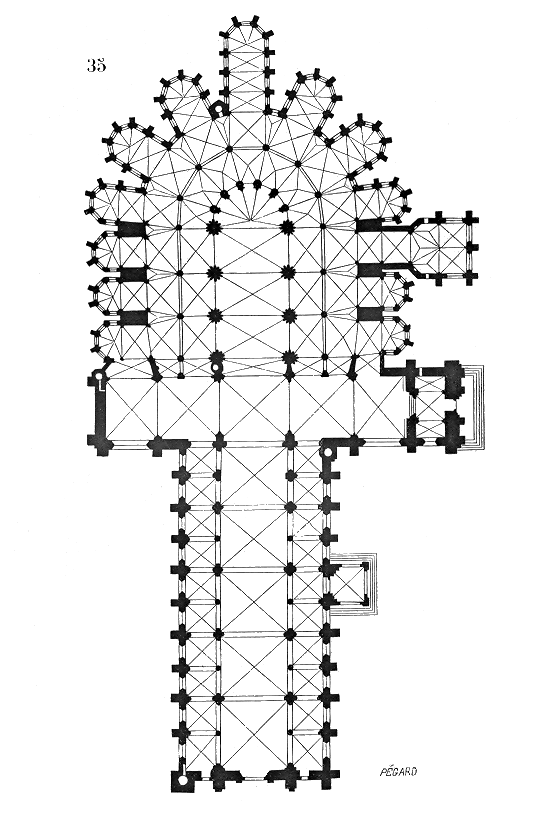
Pianta generale
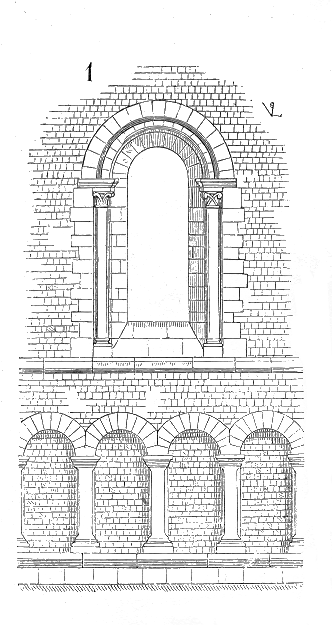
Un arco romanico della navata
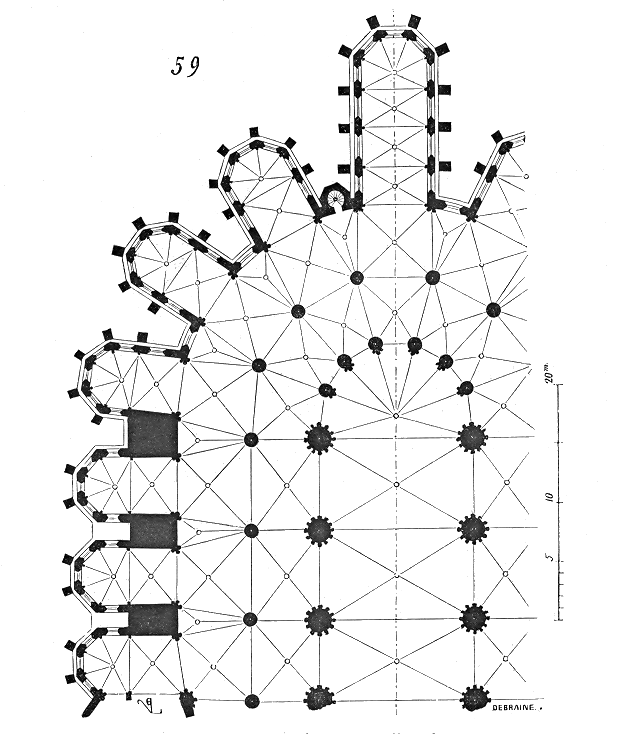
Dettagli sul coro
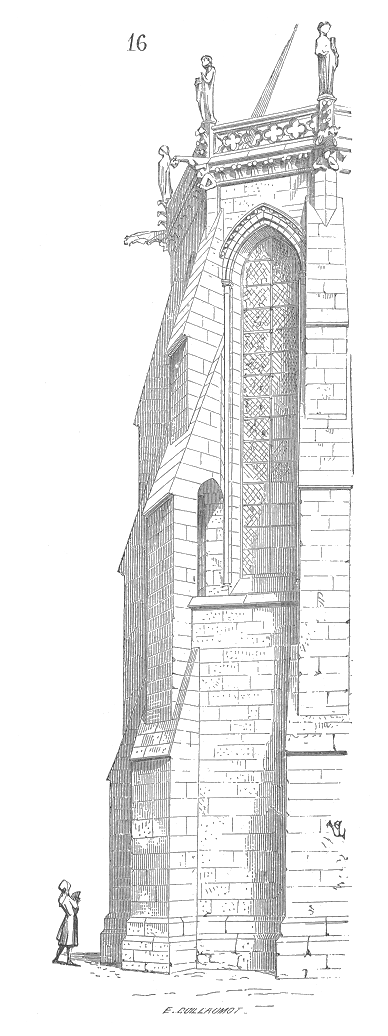
Un contrafforte della cappella a raggiera

La cattedrale possiede sul fianco occidentale un particolare raro e prezioso: si tratta di un menhir in roccia arenaria alto 4,55 metri. Esso è di epoca preistorica e fu installato in piazza Saint Michel nel 1778 a seguito della distruzione del cosiddetto Dolmen de la Pierre au lait. Si tratta di un monumento dichiarato storico nel 1889..

## Dimensioni
| Lunghezza esterna                             | 134 metri          |
| Lunghezza della navata                        | 57 metri           |
| Lunghezza del transetto                       | 52 metri           |
| Altezza della navata romanica, sotto volta    | 24metri            |
| Altezza del transetto e del coro, sotto volta | 34 metri           |
| Altezza del doppio deambulatorio              | 11 metri, 22 metri |

## Galleria d'immagini

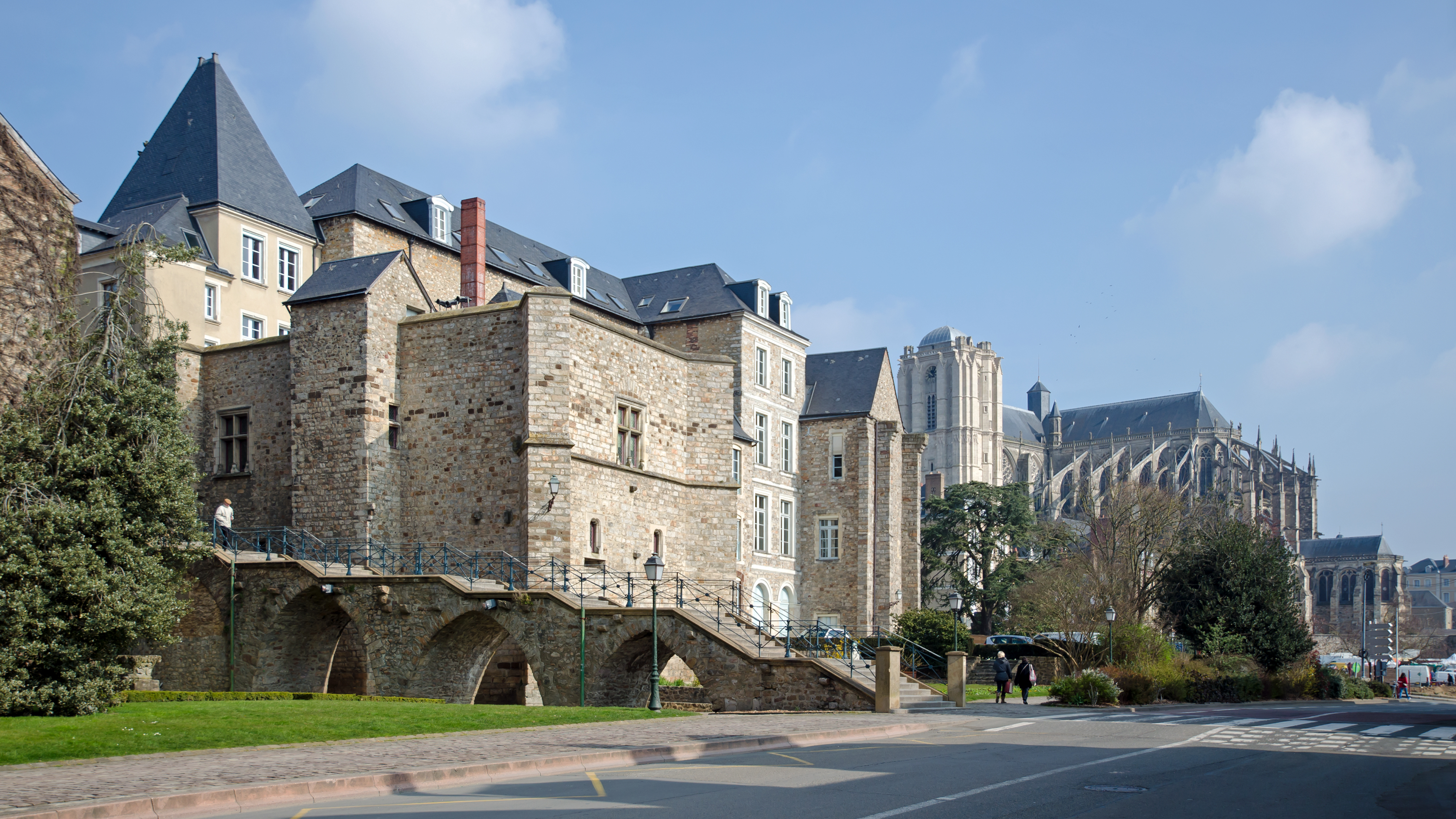
Palazzo dei conti del Maine e cattedrale
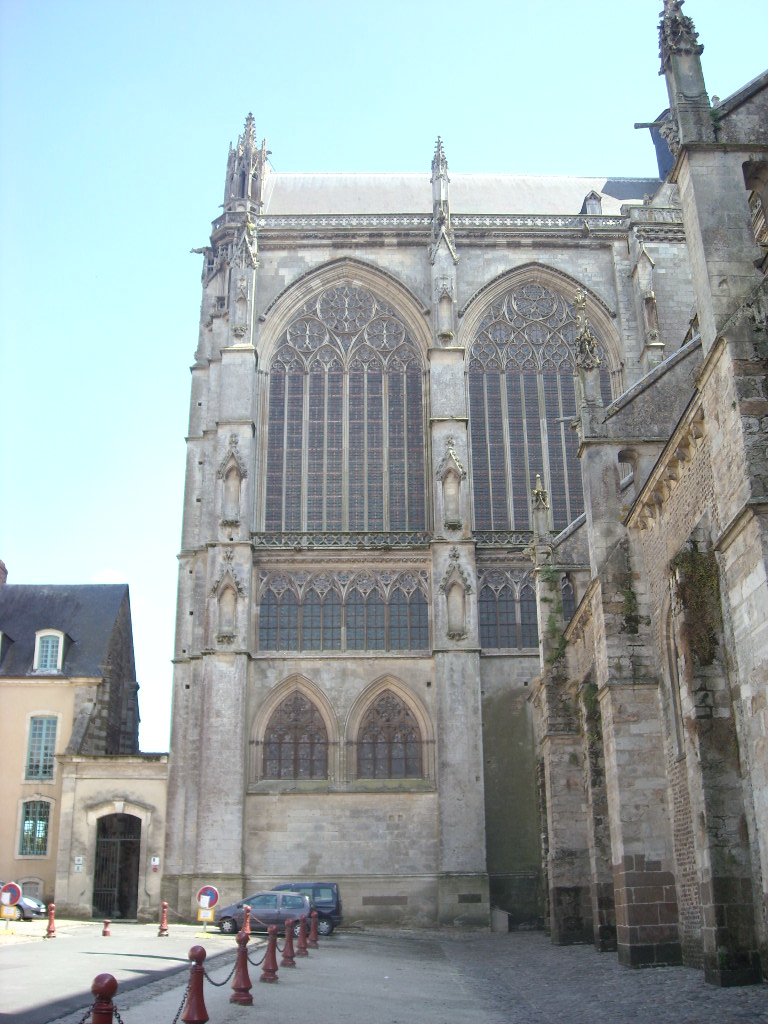
Braccio nord del transetto
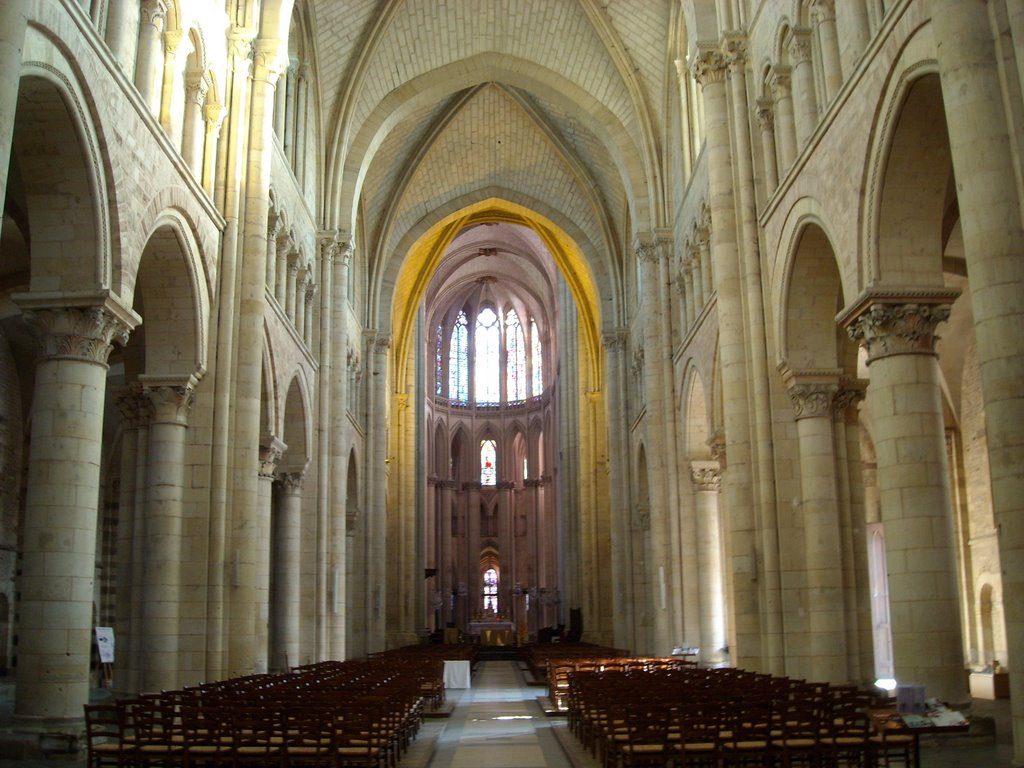
Veduta generale interna
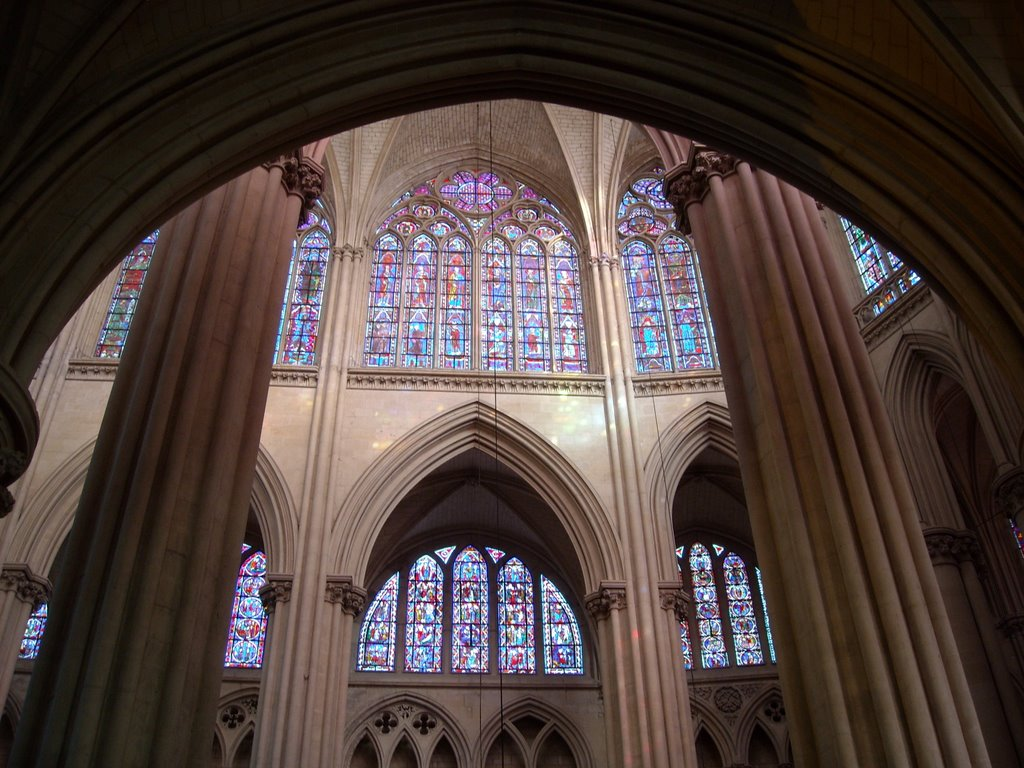
Volte e vetrate gotiche del coro
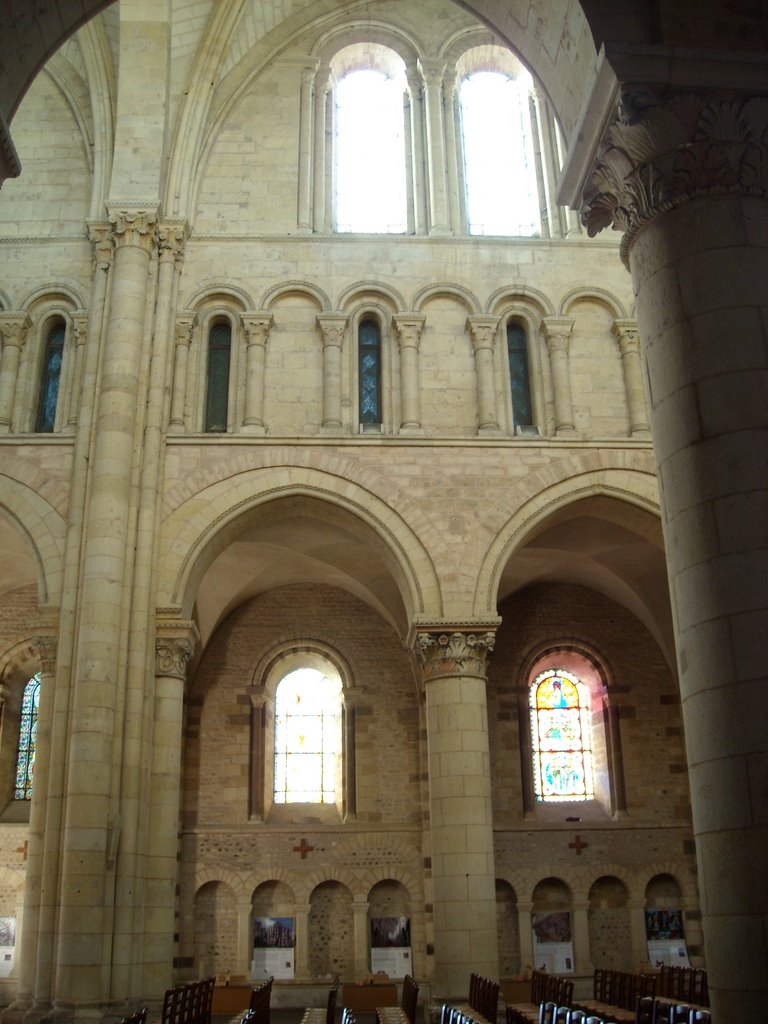
Lato inferiore nord della navata romanica
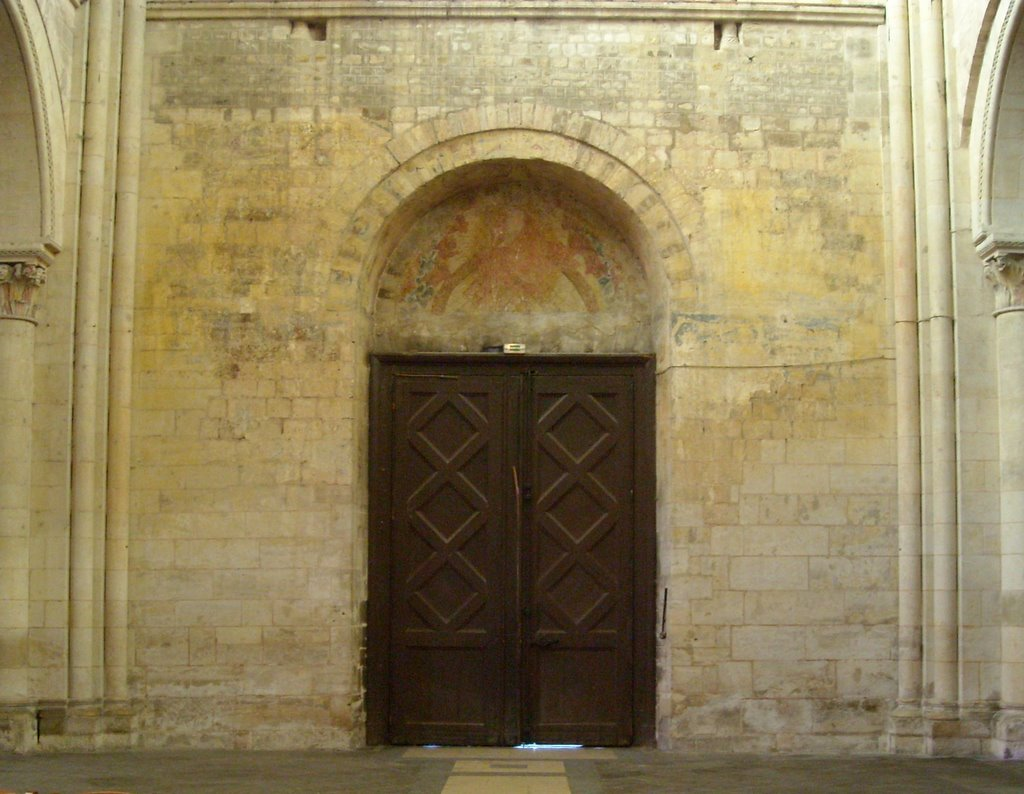
Porta ovest romanica
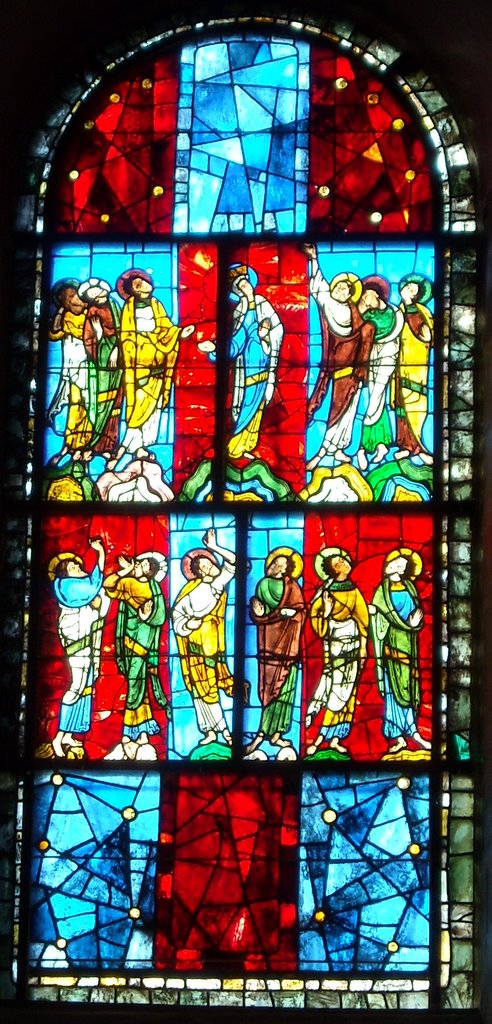
Vetrata dell'Ascensione (XII secolo)
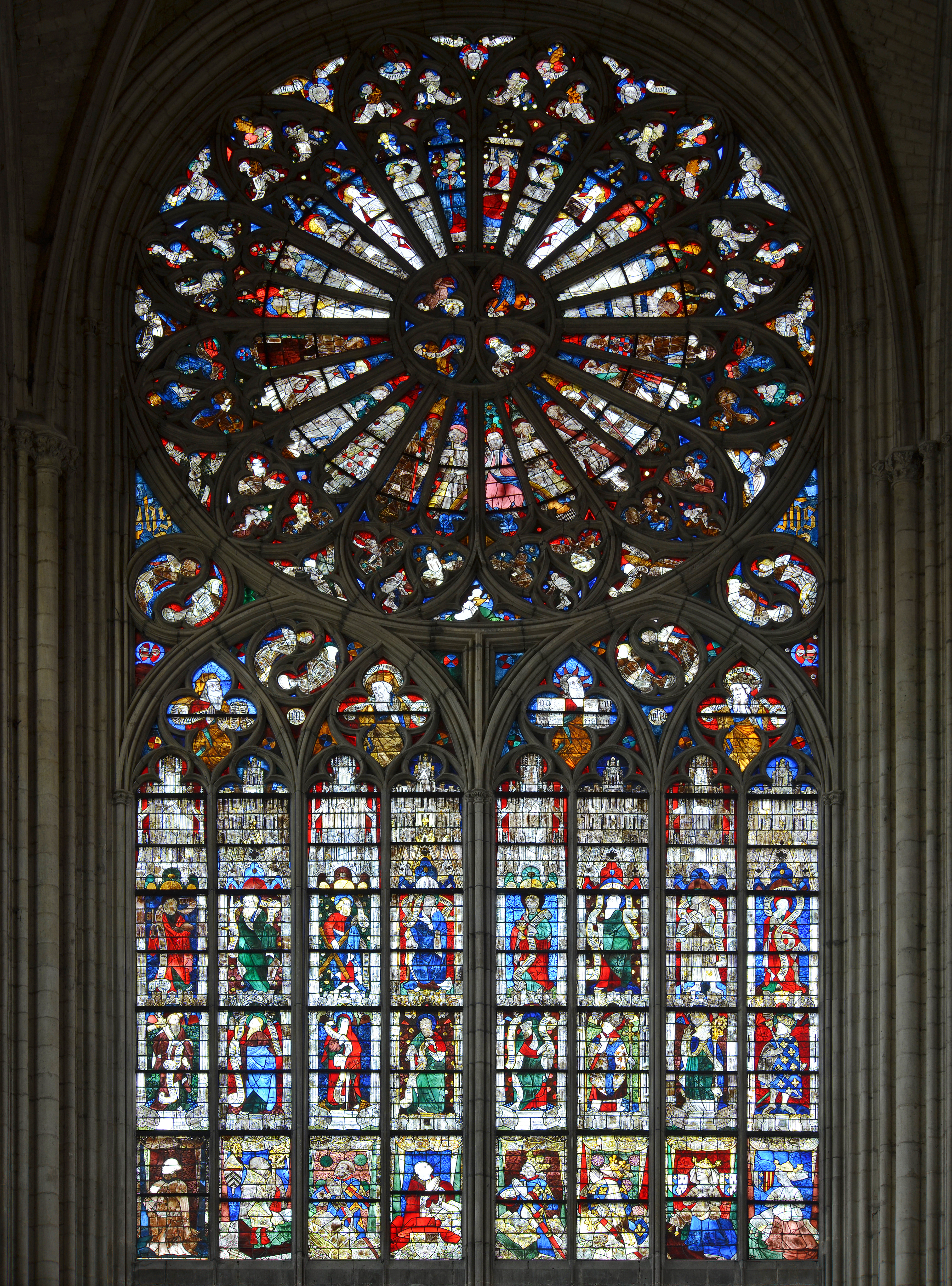
Rosone del transetto nord, vetrate gotiche
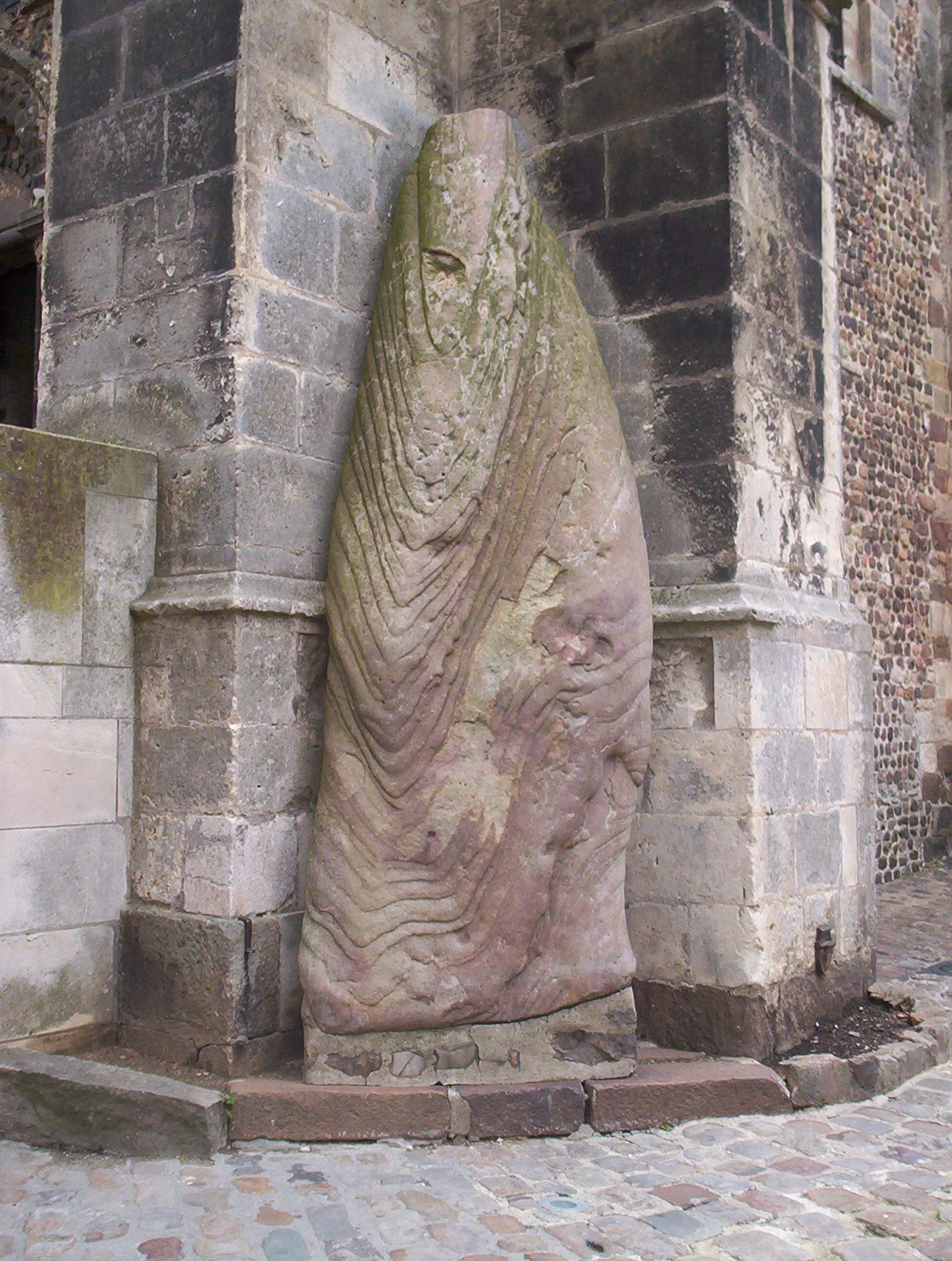
Il menhir della cattedrale
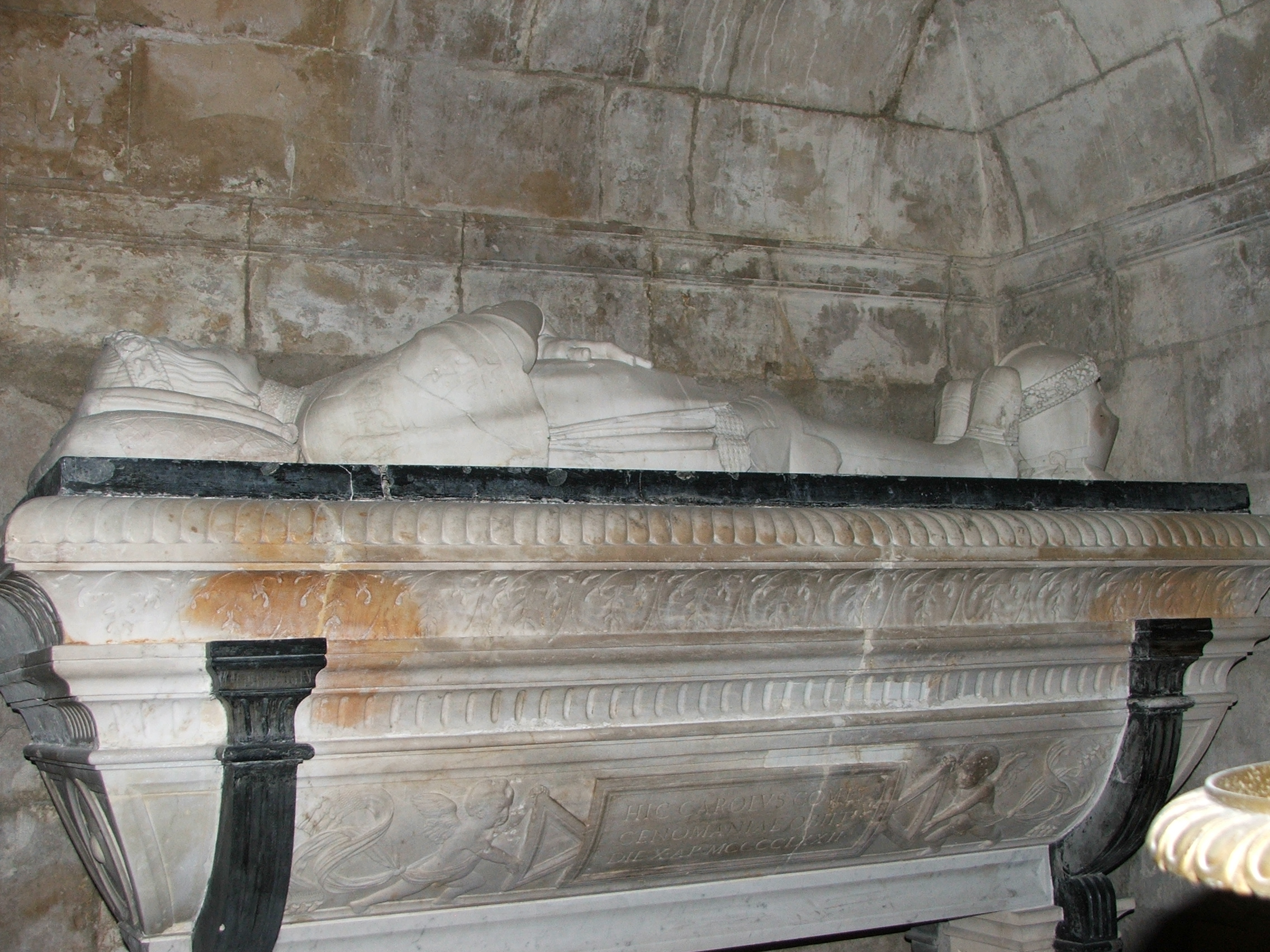
Tomba di Carlo IV d'Angiò, conte del Maine, nella prima abside a nord; scultura attribuita a Francesco Laurana
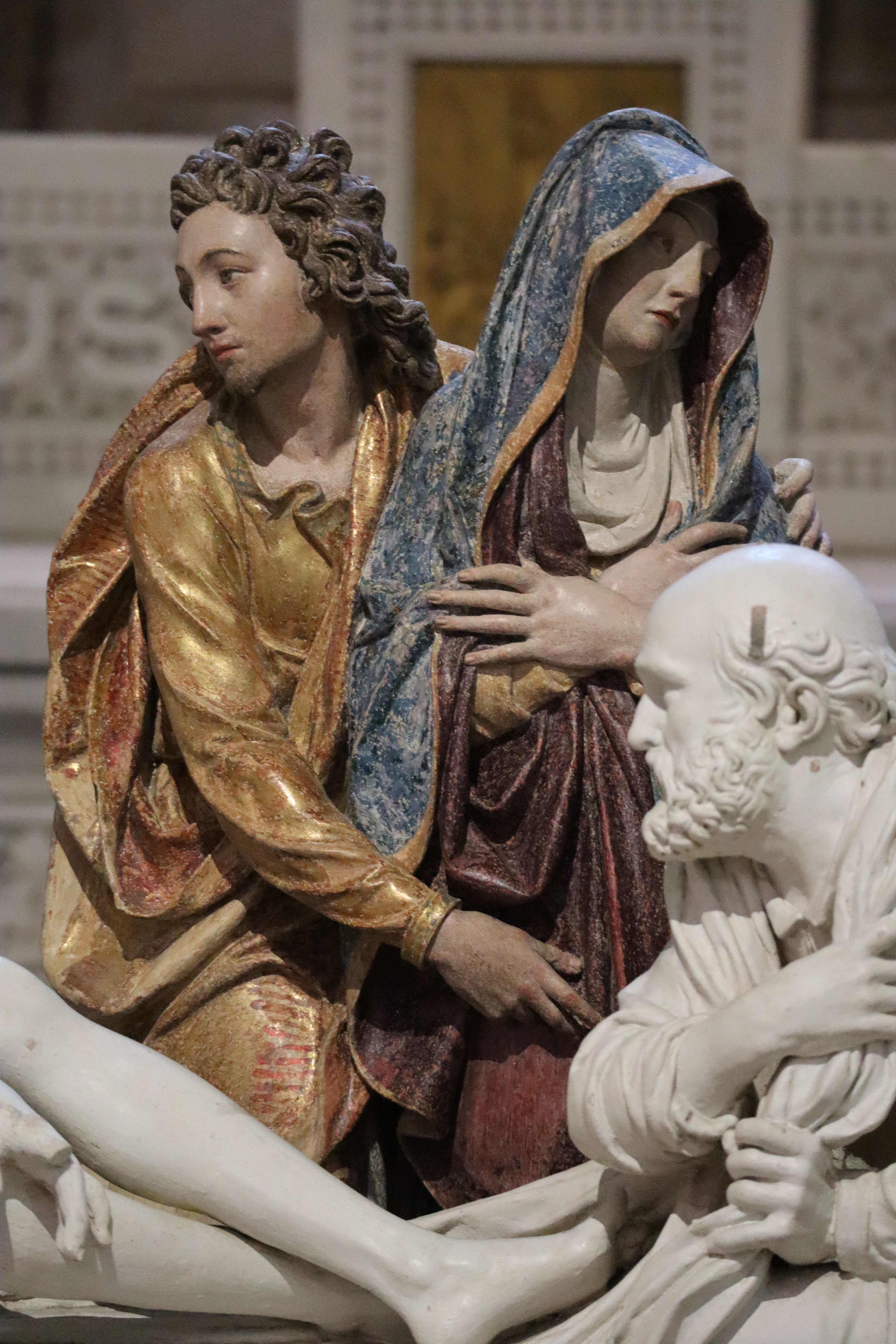
Sepoltura di Cristo, dettaglio
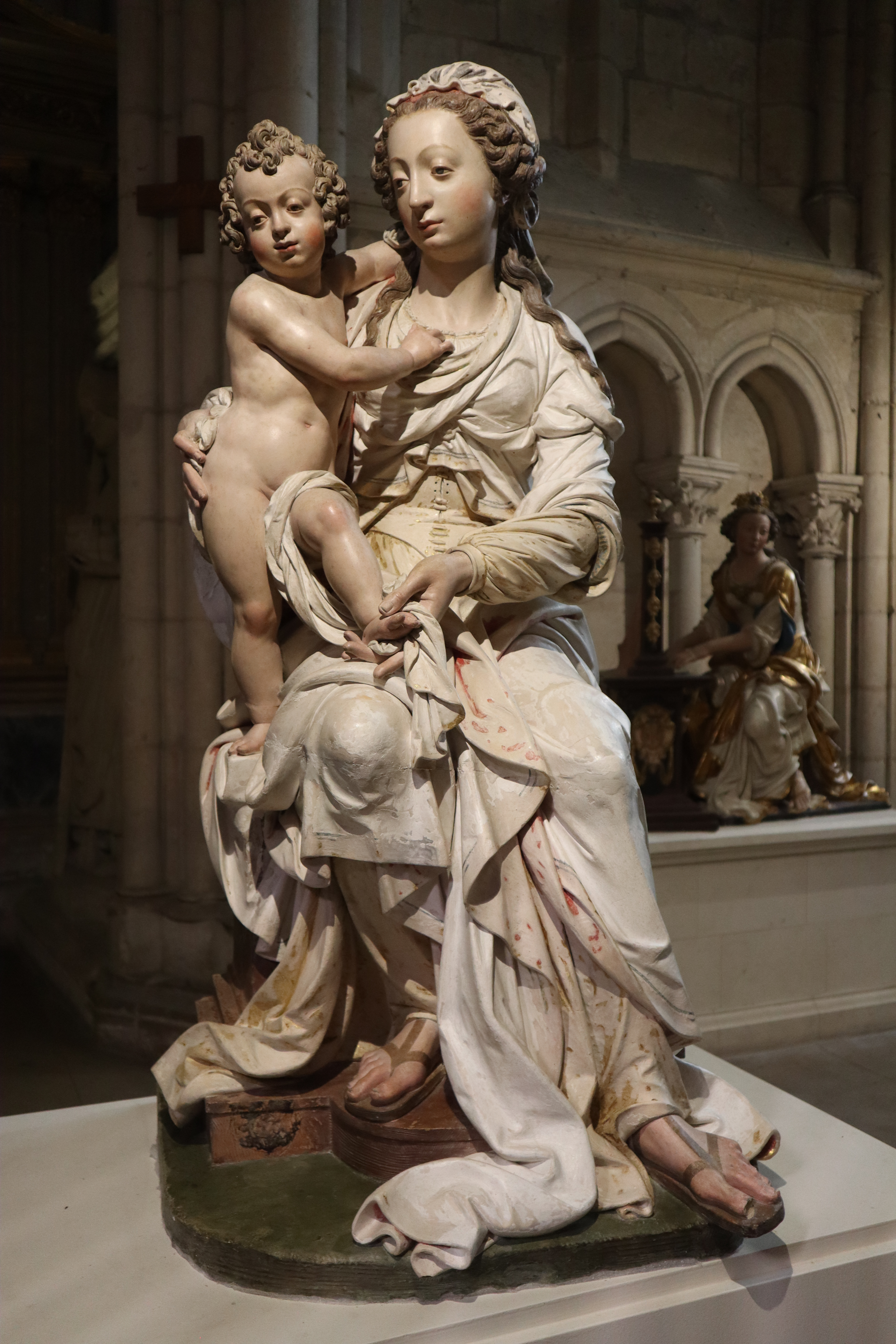
Madonna col bambino di Charles Hoyau (1633-1635)